# 안동서체
안동서체(Andong Typeface)는 안동엄마까투리체(B), 월영교체(B) 총 2종으로 구성된 글꼴이다. 안동시에서 개발했으며, 한글은 유니코드 기반의 2,350자를 지원하며, 영문(Basic Latin)은 94자, KS약물 986자로 구성되어 있다. 2019년 11월 경상북도 최초로 전용 서체를 만들어 배포를 시작하였다.

## 정의
안동서체는 지역에서 탄생한 대표적인 캐릭터인 ‘엄마 까투리’와 국내에서 가장 긴 목책 인도교인 ‘월영교’를 모티브로 하여 안동을 알리고 시민들과의 커뮤니케이션을 강화하기 위해 안동시가 제작하였다.

## 종류

### 안동엄마까투리체
안동엄마까투리체는 안동시에서 개발한 서체로서 Bold 한 종으로 구성되어 있다. 2020년 11월에는 안심글꼴 특별상을 수상하였다.

### 월영교체
월영교체는 안동시에서 개발한 서체이다. 종류는 Bold 한 종으로 구성되어 있다.

## 같이 보기
- 안동시